# Robert Cooter
Robert D. Cooter (2 de mayo de 1945 – ) es un profesor y economista estadounidense que trabaja en el ámbito del Análisis Económico del Derecho. Es coeditor de la Revista Internacional de Derecho y Economía, y  es uno de los fundadores de la Asociación Americana de Derecho y Economía, de la cual fue presidente desde 1994 hasta 1995. En 1999 fue elegido miembro de la Academia Estadounidense de las Artes y las Ciencias.

## Biografía
Nació en la capital estadounidense, Washington D. C., dentro de una familia acomodada de la mancomunidad de Virginia.

### Estudios y docencia
Completó sus estudios universitarios a nivel de licenciatura en 1967 en el Swarthmore College, en Pensilvania, Estados Unidos, y de maestría en 1969 en la Universidad de Oxford, en Oxford, Inglaterra; luego en 1975 obtuvo el doctorado en Economía de la Universidad de Harvard en Massachusetts, Estados Unidos.
Cooter comenzó a dar clases en 1975 en el Departamento de Economía de la Universidad de California en Berkeley. En 1980 se unió a la Escuela de Derecho de la Universidad de California en Berkeley. Ha sido miembro visitante del Instituto de Estudios Avanzados en la Universidad de Princeton y beneficiario de varios premios y becas, incluyendo la Beca Guggenheim, la Cátedra Jack N. Pritzker en la Escuela de Derecho de la Universidad de Northwestern y el Premio de Investigación Max Planck. También se ha desempeñado como profesor visitante John M. Olin en la Facultad de Derecho de la Universidad de Virginia y ha sido conferencista en la Universidad de Colonia. En octubre de 2012, Cooter pronunció el discurso principal Friedrich A. von Hayek, "Libertad, Innovación y Propiedad Intelectual", patrocinado por la Revista de Derecho y la Libertad de la Universidad de Nueva York.

## Aportaciones científicas

### Obras destacadas
- Robert D. Cooter y Hans-Bernd Schäfer. Nudo de Salomón: ¿Cómo la ley puede erradicar la pobreza de las naciones? Princeton University Press, 2012.
- Robert D. Cooter y Thomas Ulen. Derecho y Economía. Serie Pearson en Economía, 6 ª edición, 2012.

### Artículos publicados en revistas especializadas
- Robert D. Cooter. "Madurando en Ciencia: El efecto de los Estudios Jurídicos empíricos sobre Derecho y Economía", Revista de Derecho de la Universidad de Illinois, octubre de 2011, Número 5, página 1475.
- Robert D. Cooter y Brian Broughman. "La caridad e información: Corregir el fallo de una disyuntiva norma social" Revista de Míchigan de la reforma de la Ley 43 (2010): 871.
- Robert D. Cooter y Neil Siegel. "El federalismo y la acción colectiva: una teoría general del Artículo I, Sección 8" Stanford Law Review 63 (2010): 115-185.

## Aportaciones al mundo editorial
En 1999 se unió con dos profesores de Economía de la Universidad de California en Berkeley, Aaron Edlin y Benjamin Hermalin, para crear la plataforma de publicación en línea llamada Berkeley Electronic Press, o Bepress. La cartera actual de Bepress incluye diez revistas electrónicas arbitradas, una plataforma llamada SelectedWorks para académicos que les permite crear páginas con sus publicaciones en línea, así como una plataforma de envío expreso, ExpressO, que permite a los investigadores presentar en línea sus artículos a las revistas académicas estadounidenses.